# Storm Botnet
Das Storm Botnet ist ein ferngesteuertes Netzwerk von Computern (Botnet), die über den Netzwerkwurm Storm der sich über Spam verbreitet, miteinander verknüpft sind.
Das Storm Botnet wurde zum ersten Mal im Januar 2007 entdeckt, als der Storm Worm etwa 8 % der Malware auf Windows-Betriebssystemen ausmachte.
Im September 2007 wurde das Botnet aufgrund des versendeten Spams auf eine Größe von 1 bis 10 Millionen PCs geschätzt. Diese Schätzungen waren noch nicht sehr genau, so dass verschiedene Analysten zu sehr unterschiedlichen Ergebnissen kamen.
Am 11. September 2007 verbreitete Microsoft per Windows Update das MSRT-Tool zum automatischen Entfernen von bösartiger Software, welches innerhalb der ersten Woche Storm von 274.372 PCs entfernte.
Die genaue Größe des Botnetzes wurde im April 2008 von Wissenschaftlern der Universität Mannheim bestimmt. Ein Crawler hangelte sich durch das auf Overnet basierende Netz und zählt je nach Tageszeit 5.000 bis 40.000 Storm-Bots, die gleichzeitig online waren.
Das Storm Botnet war im Jahre 2008 Gegenstand einer wissenschaftlichen Untersuchung über die Effektivität von Spam-Netzen.